# M&Aグローバルキャピタル
株式会社M＆Aグローバルキャピタル（エムアンドエーグローバルキャピタル、英：M&A Global Capital Inc.）は、日本の東京都港区に本社を置く、中堅・中小企業を専門としたM&A仲介企業である。

## 概要
「人間の命は有限であり、企業の命は無限である。」という理念を掲げ、クオリティ重視のアプローチで中小企業の成長を支援している。多くのM&A仲介会社が採用する集客手法は、テレアポやダイレクトメッセージが主流である中、全国の税理士法人、保険代理店、コンサルティング会社などとの業務提携を活用し、営業活動を展開している。提携先の法人向けにM&A勉強会を開催し、M&Aに関する専門知識と実践スキルを習得する機会も提供している。
料金形態は、完全成功報酬制を導入しており、相談料、着手金、中間報酬、月額報酬を一切取っていない。また、企業評価サービスも無料で提供しており、非上場企業が自社の株式価値を把握する支援を行っている。